# .jobs
.jobs este un domeniu de internet de nivel superior, pentru situri despre locuri de muncă (GTLD).